# Manitoba Census Division No. 9
Die Census Division No. 9 in der kanadischen Provinz Manitoba gehört zur North Central Region. Sie hat eine Fläche von 2990,3 km² und 24.391 Einwohner (Stand: 2016). 2011 betrug die Einwohnerzahl 23.489.

## Census Subdivisions
Im Folgenden die "Census Subdivisions" („Zensus-Untergliederungen“) der Division No. 9 mit Stand vom Census 2016.
- Dakota Plains 6A (Indian reserve)
- Dakota Tipi 1 (Indian reserve)
- Grey (Rural municipality)
- Long Plain (Part) 6 (Indian reserve)
- Portage la Prairie (Rural municipality)
- Portage la Prairie (City)